# Сан Варезе (Павија)
Сан Варезе је насеље у Италији у округу Павија, региону Ломбардија.
Према процени из 2011. у насељу је живело 282 становника. Насеље се налази на надморској висини од 87 м.